# Cantón de Fontaine-Sassenage
El cantón de Fontaine-Sassenage era una división administrativa francesa, que estaba situada en el departamento de Isère y la región de Ródano-Alpes.

## Composición
El cantón estaba formado por tres comunas, más una fracción de la comuna que le daba su nombre:
- Fontaine (fracción)
- Noyarey
- Sassenage
- Veurey-Voroize

## Supresión del cantón de Fontaine-Sassenage
En aplicación del Decreto n.º 2014-180 de 18 de febrero de 2014, el cantón de Fontaine-Sassenage fue suprimido el 22 de marzo de 2015 y sus 4 comunas pasaron a formar parte; tres del nuevo cantón de Fontaine-Vercors y la fracción de la comuna que le daba su nombre se unió con la otra fracción para que, por medio de una reestructuración cantonal, se formaran dos nuevas fracciones, pasando una a formar parte del nuevo cantón de Fontaine-Seyssinet y la otra pasara a formar parte del nuevo cantón de Fontaine-Vercors.